# 岐阜市立藍川中学校
岐阜市立藍川中学校（ぎふしりつ あいかわちゅうがっこう）は、岐阜県岐阜市芥見四丁目にある市立中学校。校区は、芥見校区と岩校区である。通称は「藍中」（あいちゅう）。

## 概要
2006年で創立60周年を迎え、過去には生徒数は約1600人を越す時期もあった。

## 沿革
- 1947年（昭和22年）
  - 4月1日 - 岩村と芥見村で学校組合を設立。岐阜市立芥見小学校内で稲葉郡学校組合立藍川中学校として開校[1]。
  - 5月3日 - 開校式を行う。校章制定。
- 1948年（昭和23年）5月3日 - 校歌制定。
- 1950年（昭和25年）12月10日 - 岩村が岐阜市に編入される。同時に岐阜市・稲葉郡芥見村学校組合立藍川中学校に改称。
- 1956年（昭和31年）4月1日 - 厳美村の南部（岩井・加野）が稲葉郡芥見村に編入される。岩井地区と加野地区が組合立東山中学校校区から藍川中学校校区に移る。
- 1958年（昭和33年）4月1日 - 芥見村が岐阜市に編入され、岐阜市立藍川中学校に改称。
- 1969年（昭和44年）4月1日 - 現在地に校舎を新築し移転。
- 1982年（昭和57年）4月 - 藍川東中学校を分離する。
- 1987年（昭和62年）4月 - 藍川北中学校を分離する[2]。

## 教育目標
- 自立共生「みずから仲間と共によりよく生きる力」の育成

## 部活動
- サッカー部
- テニス部（男・女）
- バスケット部（男・女）
- 女子バレー部
- 陸上部
- 卓球部
- 美術部
- 演劇部

## 進学前小学校
- 岐阜市立岩小学校
- 岐阜市立芥見小学校[3]

## 出身者
- 林詩遥子 - 元タレント・ミス&ミスター東大コンテスト2012・準ミス東大[4]
- 圭吾 - Novelbrightのベース担当。ミュージシャン。アパレルブランドも展開中。

## 交通アクセス
- 岐阜バス

岐阜美濃線、岐阜関線、大洞緑団地線などで「東芥見」バス停より徒歩約10分。

## 公式サイト
- 藍川中学校ホームページ
- 旧公式サイト - ウェイバックマシン